# Diecezja Little Rock
Diecezja Little Rock (łac. Dioecesis Petriculana, ang. Diocese of Little Rock) jest diecezją Kościoła rzymskokatolickiego obejmująca swą powierzchnią cały stan Arkansas.

## Historia
Diecezja została kanonicznie erygowana 28 listopada 1843 roku przez papieża Grzegorza XVI na części terenów z Zakupu Luizjany. Początkowo obejmowała stan Arkansas i Terytorium Indiańskie. W roku 1876 Terytorium Indian zostało odłączone (powstała tam prefektura apostolska). Diecezja trzykrotnie zmieniała przynależność do metropolii. Początkowo należała do prowincji Saint Louis, od 1850 do Nowego Orleanu, a od 1972 do Oklahoma City (dawniejsza Prefektura Apostolska Terytorium Indian). Pierwszym ordynariuszem został nowojorski kapłan Andrew Byrne (1802-1862). Budowa katedry rozpoczęta została w roku 1845, a uroczyste poświęcenie odbyło się w roku 1881.

## Ordynariusze
- Andrew Byrne (1843–1862)
- Edward Fitzgerald (1866–1907)
- John Baptist Morris (1907–1946)
- Albert Lewis Fletcher (1946–1972)
- Andrew Joseph McDonald (1972–2000)
- Peter Sartain (2000–2006)
- Anthony Basil Taylor (od 2008)